# 丹·多諾萬
丹·多諾萬（Dan Donovan；1956年11月6日—）是美國的一位政治人物。自2015年開始，他是紐約州第11選舉區選出的美國眾議院議員。他的黨籍是共和黨。多諾萬是一位羅馬天主教信徒。